# Tunisair
Tunisair (en árabe: الخطوط الجوية التونسية), oficialmente en francés Société tunisienne de l'air (Sociedad tunecina del aire), es la línea aérea de bandera tunecina. Fue fundada en 1948, a partir de un acuerdo con Air France. En 1957 el gobierno tunecino se hace con el control de la compañía. Su principal base de operaciones es el aeropuerto internacional de Túnez-Cartago

## Flota

### Flota actual
| Aeronaves       | En servicio | Pedidos | Pasajeros                                         | Pasajeros                                         | Pasajeros                                         | Matrículas                                        | Antigüedad                                        |
| Aeronaves       | En servicio | Pedidos | C                                                 | Y                                                 | Total                                             | Matrículas                                        | Antigüedad                                        |
| --------------- | ----------- | ------- | ------------------------------------------------- | ------------------------------------------------- | ------------------------------------------------- | ------------------------------------------------- | ------------------------------------------------- |
| Airbus A319-100 | 1           | —       | 16                                                | 90                                                | 106                                               | TS-IMO                                            | 23,4 años                                         |
| Airbus A320-200 | 9           | —       | —                                                 | 162                                               | 162                                               | TS-IMR                                            | 14,2 años                                         |
| Airbus A320-200 | 9           | —       | 16                                                | 120                                               | 136                                               | TS-ITA                                            | 13,8 años                                         |
| Airbus A320-200 | 9           | —       | 16                                                | 120                                               | 136                                               | TS-ITB                                            | 13,7 años                                         |
| Airbus A320-200 | 9           | —       | —                                                 | 162                                               | 162                                               | TS-IMS                                            | 13,3 años                                         |
| Airbus A320-200 | 9           | —       | 12                                                | 138                                               | 150                                               | TS-ITC                                            | 13,1 años                                         |
| Airbus A320-200 | 9           | —       | 12                                                | 138                                               | 150                                               | TS-ITD                                            | 12,9 años                                         |
| Airbus A320-200 | 9           | —       | —                                                 | 162                                               | 162                                               | TS-IMT                                            | 12,2 años                                         |
| Airbus A320-200 | 9           | —       | —                                                 | 162                                               | 162                                               | TS-IMU                                            | 11,6 años                                         |
| Airbus A320-200 | 9           | —       | —                                                 | 162                                               | 162                                               | TS-IMW                                            | 9,8 años                                          |
| Airbus A320neo  | 5           | —       | 12                                                | 138                                               | 150                                               | TS-IMX                                            | 2,7 años                                          |
| Airbus A320neo  | 5           | —       | 12                                                | 138                                               | 150                                               | TS-IMY                                            | 2,6 años                                          |
| Airbus A320neo  | 5           | —       | 12                                                | 138                                               | 150                                               | TS-IMZ                                            | 1,9 años                                          |
| Airbus A320neo  | 5           | —       | 12                                                | 138                                               | 150                                               | TS-IMA                                            | 1,7 años                                          |
| Airbus A320neo  | 5           | —       | 12                                                | 138                                               | 150                                               | TS-IMB                                            | 1 año                                             |
| Airbus A330-200 | 2           | —       | 24                                                | 236                                               | 260                                               | TS-IFM                                            | 9,4 años                                          |
| Airbus A330-200 | 2           | —       | 24                                                | 236                                               | 260                                               | TS-IFN                                            | 9,3 años                                          |
| Total           | 17          | —       | Edad media de la flota (agosto de 2024): 9,8 años | Edad media de la flota (agosto de 2024): 9,8 años | Edad media de la flota (agosto de 2024): 9,8 años | Edad media de la flota (agosto de 2024): 9,8 años | Edad media de la flota (agosto de 2024): 9,8 años |

### Flota histórica
| Aeronaves                    | Total | Introducido | Retirado | Matrículas |
| ---------------------------- | ----- | ----------- | -------- | --- |
| Airbus A300-600              | 4     | 1997        | 2014     | F-GHEG, TS-IPA, TS-IPB y TS-IPC |
| Airbus A300B4                | 3     | 1982        | 2002     | OO-ING, SU-BMM y TS-IMA |
| Airbus A310-300              | 2     | 1991        | 2001     | F-ODVF y SU-MWA |
| Airbus A321                  | 2     | 2000        | 2018     | OO-CPS y SX-ABY |
| Airbus A340-300              | 4     | 2014        | 2019     | 9H-FOX, 9M-XAB, 9H-SUN y CS-TFX |
| Boeing 707                   | 4     | 1968        | 1976     | G-BAEL, G-AYXR, OO-SJD y F-BHSP |
| Boeing 720                   | 2     | 1972        | 1979     | OO-TEB y OY-APW |
| Boeing 727-100               | 1     | 1984        | 1984     | TF-VLS |
| Boeing 727-200               | 18    | 1972        | 2002     | F-BPJU, TS-JHN, TS-JHO, TS-JHP, TS-JHQ, TS-JHR, TS-JHT, TS-JHU, TS-JHV, TS-JHW, D-AHLT, D-AHLU, F-GCDC, OY-SBH, CN-RMR, TS-JEA y TS-JEB |
| Boeing 737-200               | 11    | 1978        | 2007     | OO-SDB, OO-TEK, OY-APG, TF-ABI, TF-ABN, TF-ABY, TS-IEB, TS-IOC, TS-IOD, TS-IOE y TS-IOF                                                 |
| Boeing 737-300               | 9     | 1989        | 2018     | EC-JJV, F-GFUF, SE-RCO, SE-RCP, TS-IEC, TS-IED, YU-ANI, LY-GGC y LY-EWE                                                                 |
| Boeing 737-400               | 2     | 2017        | 2018     | LY-CGC y LY-MGC |
| Boeing 737-500               | 4     | 1992        | 2014     | TS-IOG, TS-IOH, TS-IOI y TS-IOJ |
| Boeing 737-600               | 7     | 1999        | 2022     | TS-IOK, TS-IOL, TS-IOM, TS-ION, TS-IOP, TS-IOQ y TS-IOR                                                                                 |
| Boeing 737-700               | 1     | 1999        | 2011     | TS-IEB, TS-IEA y TS-IOO |
| Boeing 737-800               | 4     | 1999        | 2023     | UR-SQC, LY-KUA, OY-SEI y SE-DVU |
| Boeing 737-8 MAX             | 1     | 2022        | 2022     | EI-MNG |
| Boeing 747-100               | 2     | 1997        | 1999     | TF-ABG y A7-ABK |
| Boeing 747-200               | 1     | 1999        | 1999     | TF-ATA |
| Boeing 757-200               | 1     | 2010        | 2010     | CS-TLX |
| Cessna 402                   | 2     | 1969        | ??       | TS-DAA y TS-DAB |
| Douglas DC-3/C-47            | 3     | 1948        | 1969     | TS-AXX, TS-AXV y F-BAXZ (rrg. TS-AXZ)                                                                                                   |
| Douglas DC-4                 | 2     | 1960        | 1969     | TS-BLH y TS-APM |
| Douglas DC-8-30              | 2     | 1979        | 1979     | N1776R y N906CL |
| Lockheed L-749 Constellation | 2     | 1960        | 1966     | F-BAZL y F-BAZO |
| Lockheed L-1011 TriStar      | 1     | 1994        | 1994     | TF-ABM |
| McDonnell Douglas DC-10      | 2     | 1982        | 1998     | 9M-MAW y N108WA |
| McDonnell Douglas MD-83      | 1     | 2010        | 2010     | EC-LEY |
| McDonnell Douglas MD-90      | 1     | 1998        | 1998     | SU-BMQ |
| Nord 262                     | 1     | 1969        | 1976     | F-OCNQ (rrg. TS-LIP) |
| SNCASE SE.161 Languedoc      | 1     | 1953        | 1953     | F-BCUA |
| Sud Aviation Caravelle       | 8     | 1961        | 1977     | OO-SRA, OO-SRE, TS-IKM, TS-TAR, TS-MAC, F-BUFM, TS-ITU y F-OCPJ                                                                         |